# Élisabeth Baume-Schneider

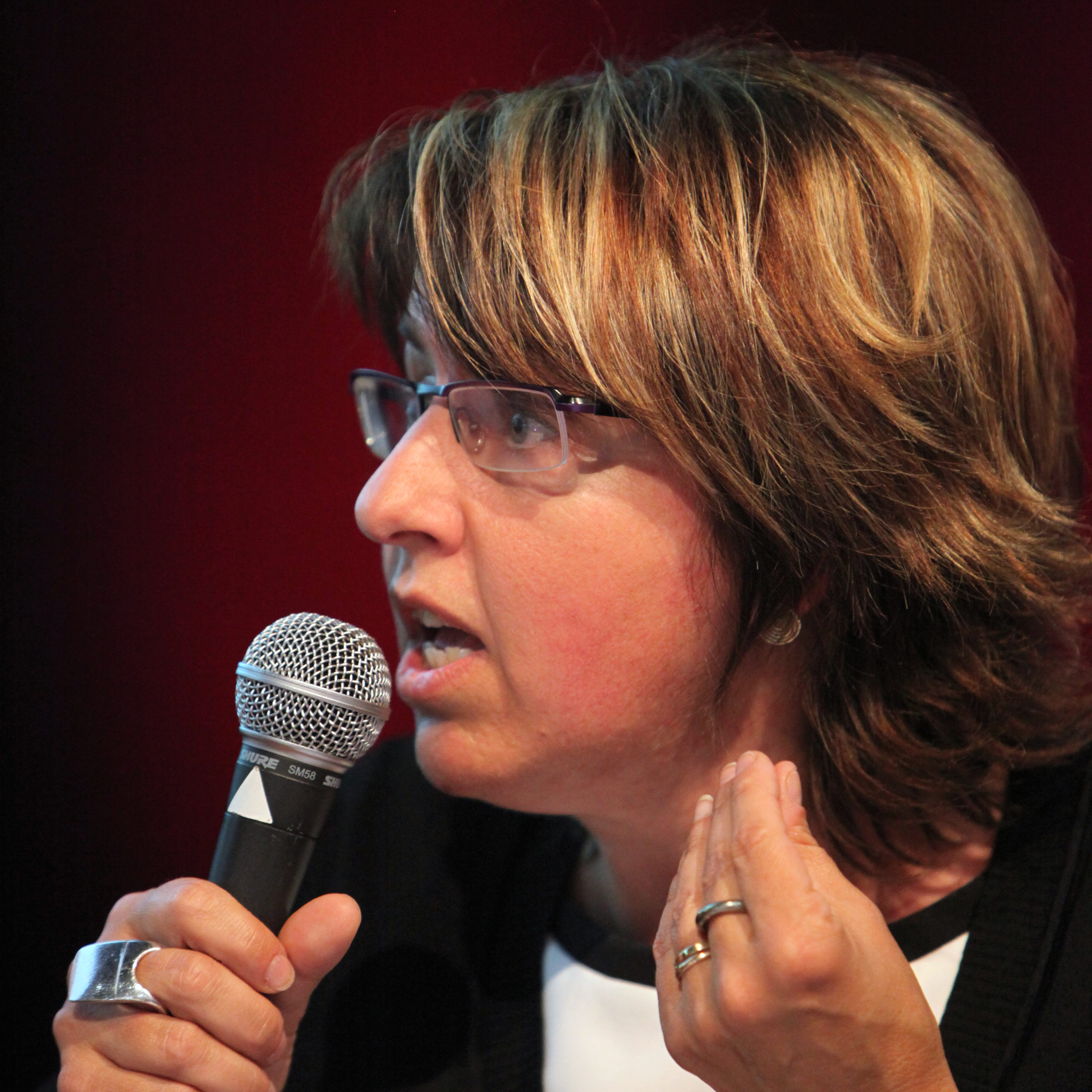
Élisabeth Baume-Schneider in 2011.

Élisabeth Baume-Schneider (Saint-Imier, 24 december 1963) is een Zwitserse politica voor de Sociaaldemocratische Partij van Zwitserland (SP/PS) uit het kanton Jura. Sinds 1 januari 2023 is zij lid van de Bondsraad.

## Biografie

### Jeugd en opleiding
Élisabeth Baume-Schneider studeerde economische en sociale wetenschappen in Neuchâtel en werd nadien sociaal assistente.

### Politica

#### Kantonnale politiek
Van 1995 tot 2002 zetelde ze in het Parlement van Jura. Per 1 januari 2003 maakte ze de overstap naar de Regering van Jura, waar ze het departement Onderwijs, Cultuur en Sport beheerde. Ze werd herverkozen in de kantonnale regering in 2006 en 2010, maar stelde zich in 2015 niet herverkiesbaar.

#### Federale politiek
Bij de parlementsverkiezingen van 20 oktober 2019 werd ze verkozen als lid van de federale Kantonsraad, als opvolgster van haar partijgenoot Claude Hêche. Voor haar verkiezing was een stemronde voldoende, daar in het kanton Jura de Kantonsraadsleden worden verkozen volgens een proportioneel kiessysteem.
In 2022 was ze kandidate om Simonetta Sommaruga op te volgen als lid van de Bondsraad. Haar tegenkandidate was Eva Herzog. Op 7 december 2022 werd zij na drie stemrondes verkozen tot lid van de Bondsraad. Ze werd daarmee het eerste Bondsraadslid uit het kanton Jura. Op dezelfde dag werd ook Albert Rösti (SVP/UDC) in de Bondsraad gekozen. In de Bondsraad kwam ze aan het hoofd te staan van het Federaal Departement van Justitie en Politie, als opvolgster van Karin Keller-Sutter. In 2024 volgde ze Alain Berset op aan het hoofd van het Federaal Departement van Binnenlandse Zaken, terwijl het nieuwe Bondsraadslid Beat Jans de bevoegdheden inzake Justitie en Politie overnam.